# محمد راسم أفندي الأغريبيلي

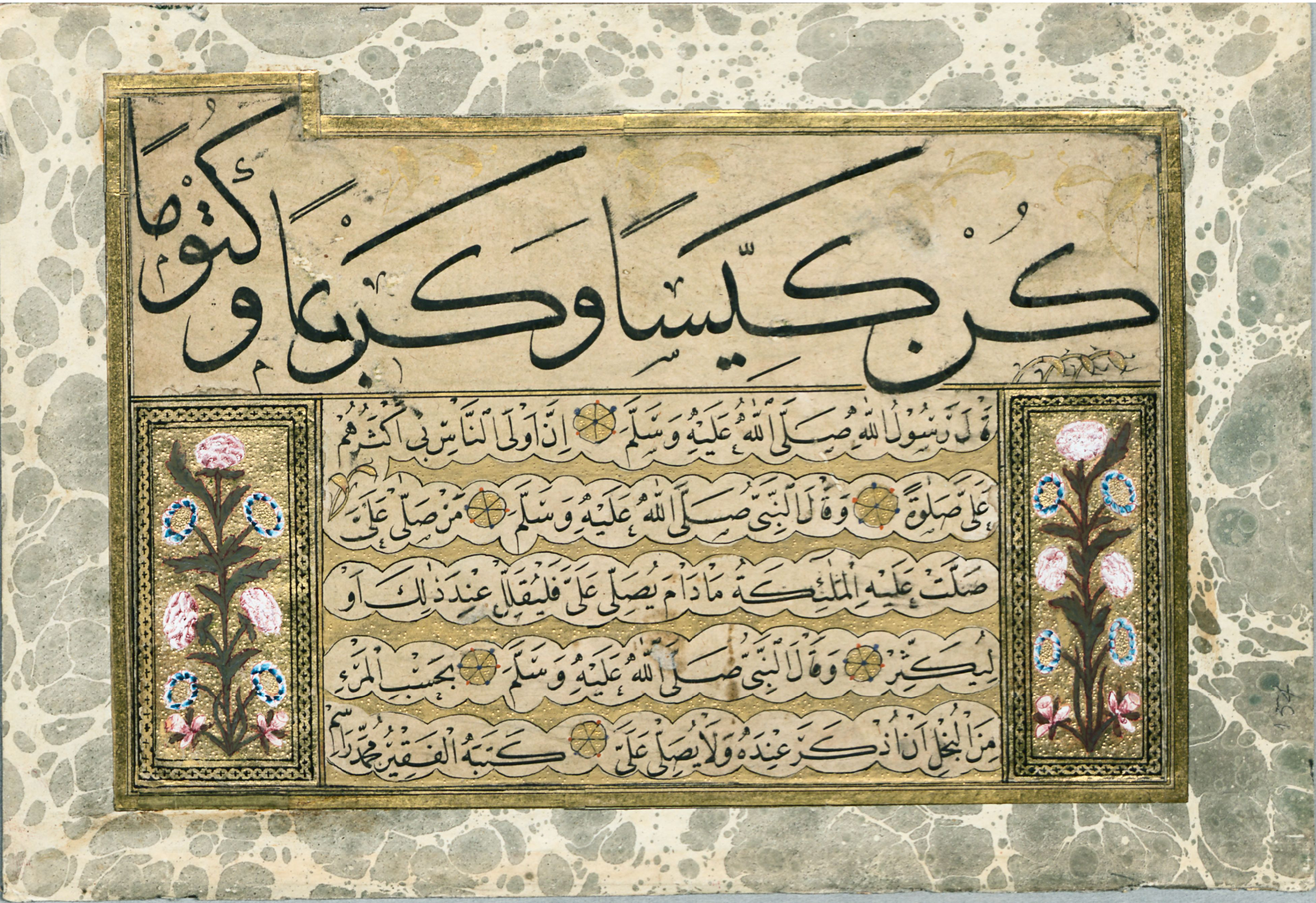
كيتا (عينة خطية). متحف ثاقب صابانجي

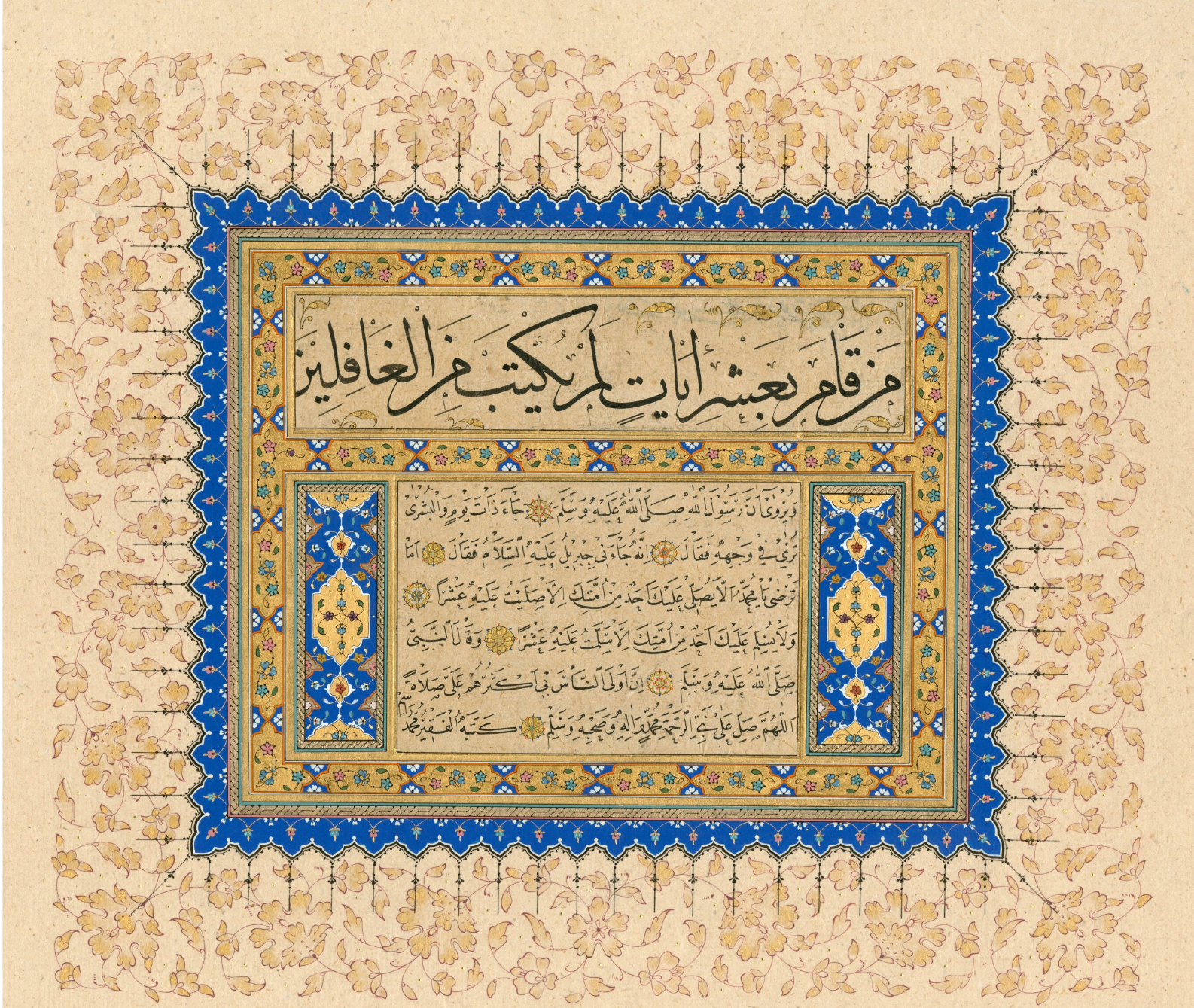
تكوين خطي. مجموعة قبعات البيرق

محمد راسم أفندي الأغريبيلي (وُلد. 1687 - تُوفي. 13 أيار 1756) كان خطاطًا وشاعرًا عثمانيًا.

## الحياة والعمل
وُلد في منطقة أغريبيلي في إسطنبول، وأصبح يُعرف باسم الأغريبيلي نسبةً إلى مكان ولادته. كان والده يوسف أفندي (ت. 1729) إمام مسجد الملا أسكي وخطاطًا ماهرًا.
عندما كان طفلاً، درس الأغريبيلي مع والده، وأصبح فيما بعد تلميذًا لخطاط البلاط يدكوليلي سيد عبد الله أفندي [الإنجليزية]. حصل على إجازته في عام 1705.
اكتسب محمد راسم شهرة واسعة بفضل عمله وأصبح من كبار خطاطي البلاط في فترة توليب في عهد السلطان أحمد الثالث. عُين مدرسًا للخط في قصر غلاطة في عام 1714 ثم في قصر طوب قابي في عام 1737. اشتهر بنسخ أكثر من 60 مخطوطة من القرآن الكريم، فضلًا عن تنفيذ العديد من النقوش، بما في ذلك على نافورة صالحة سلطان في عزبة كابي في القسطنطينية. وكان ماهرًا أيضًا في الرسم على الورق.
كان راسم محمد رجلاً متعلمًا جيدًا وكتب الشعر بثلاث لغات مختلفة.
توفي بمرض السل في عام 1169 (14 مايو 1756) ودُفن في كنيسة خارج إغريكابي. وقد أعد تلميذه مستجي زاده أحمد أفينجي (ت. 1761) نص رثائه.

## طالع أيضًا
- ثقافة الدولة العثمانية
- الخط الإسلامي
- قائمة الخطاطين العثمانيين
- الفن العثماني

## قراءة إضافية
- التاريخ العثماني: المجلد. 2. قسم. أوزونتشارشيلي، أنا. ح. 18. يوزيل (1959)، إسماعيل حقي أوزونكارشيلي، إنفر ضياء كارال، ص. 554